# Schwarzburg
Schwarzburg è un comune di 501 abitanti della Turingia, in Germania.

Appartiene al circondario di Saalfeld-Rudolstadt e alla Verwaltungsgemeinschaft Schwarzatal.